# Приютненский сельский совет (Гуляйпольский район)
Приютненский сельский совет (укр. Приютненська сільська рада) — входит в состав
Гуляйпольского района
Запорожской области
Украины.
Административный центр сельского совета находится в 
с. Приютное
.

## История
- 1918 — дата образования.

## Населённые пункты совета
- с. Приютное
- с. Левадное
- с. Новодаровка
- с. Ремовка